# IPod+HP

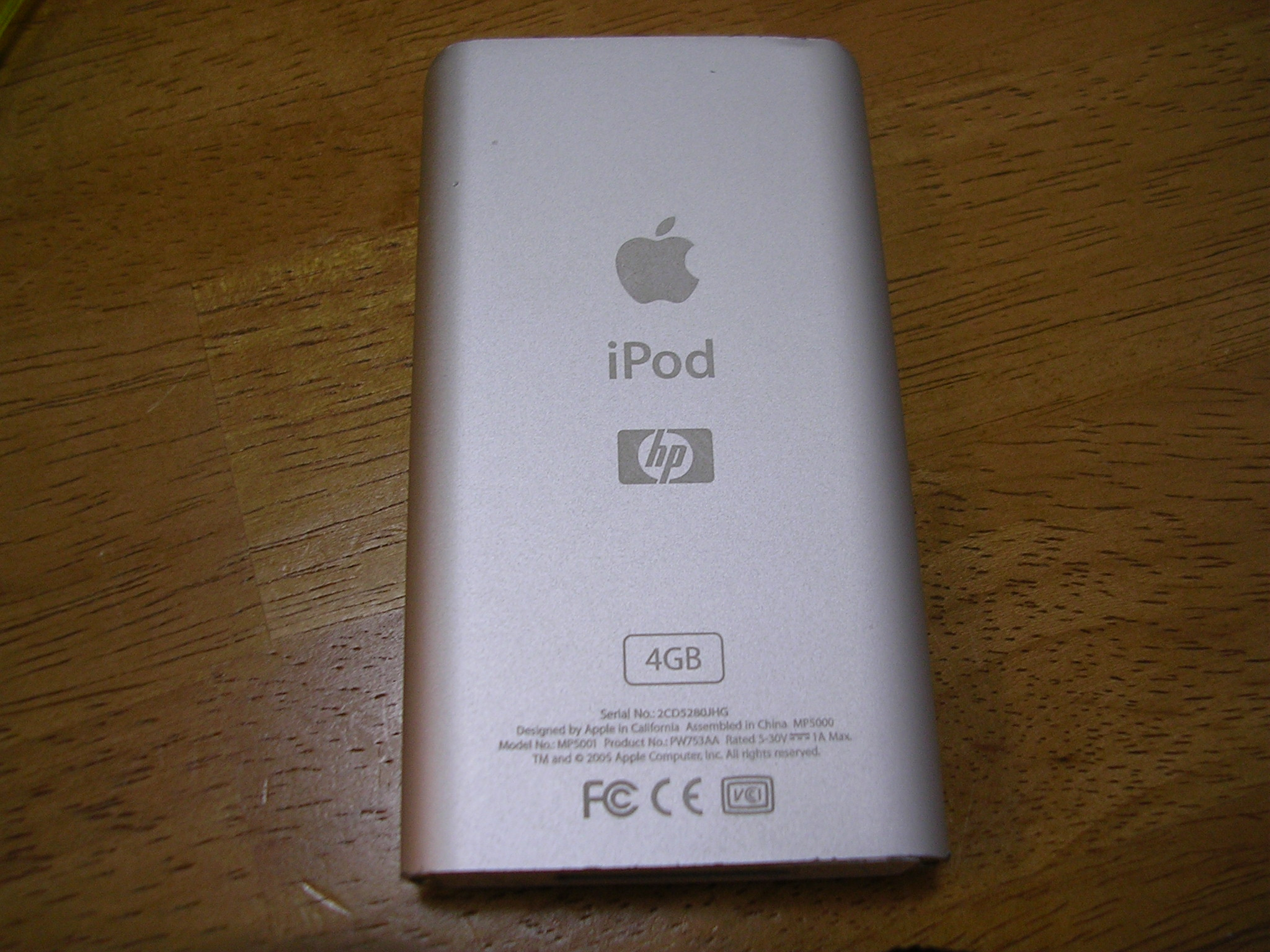
Un iPod+HP

L'iPod+HP d'Apple est un iPod 4G avec un logo HP sur la face arrière, et distribué par HP. Il faisait partie d'une stratégie de distribution pour vendre plus d'iPods, en les vendant à travers le plus gros réseau de distribution de HP.

## HP et Napster
HP prévoyait d'abord de lancer un lecteur de musique appelé le "HP Pavilion Personal Media Player", qui devait se servir de la technologie audio de Microsoft (WMA technology). Le HP Pavilion Personal Media Player devait être lancé en partenariat avec Napster, mais il aurait tout de même fonctionné avec d'autres services WMA. Seulement, le HP Pavilion a échoué à l'étape des focus groups menant HP à abandonner rapidement le projet. À la suite de cela, HP annule ses contrats avec Napster et la PDG d'HP, Carly Fiorina retire son nom de l’événement de lancement de Napster 2.0.

## Lancement
Le 8 janvier 2004, Carly Fiorina annonce l'accord Apple iPod+HP au Consumer Electronics Show.  Le marché entre Apple et HP se compose alors de la manière suivante : Apple fabrique une version de l'iPod pour HP, et iTunes est préinstallé sur tous les ordinateurs HP Pavilion et Compaq Presario. L'iPod "iPod+HP" devait normalement être édité en "Bleu HP"  pour correspondre aux ordinateurs vendus par HP, mais finalement, en 2004, le produit est présenté dans le même blanc que les produits Apple.
Initialement, HP ne proposait que le modèle 20 GB et 40 GB de la 4e génération d'iPod. HP ajoute plus tard l'iPod mini, l'iPod photo, et l'iPod Shuffle à la gamme. Grâce au réseau de distribution de HP, l'iPod+HP a été proposé chez des revendeurs où Apple n'était pas présente à l'époque, ce qui inclut Wal-Mart, RadioShack, et Office Depot. Plusieurs de ces revendeurs proposent maintenant l'iPod.
Comme ces produits étaient plus considérés comme des produits de la marque HP que des produits Apple, les Apple Store n'étaient pas autorisés à réparer les iPod+HP. Ils devaient être envoyés à un centre de service HP autorisé, même si ces modèles étaient identiques aux iPod classiques.

## Fin de l'iPod+HP
Le 29 juillet 2005, HP annonçait que la société terminait son marché avec Apple. À la fin, le modèle iPod+HP ne comptait que pour 5 % des ventes des iPods. La fin de ce contrat interdisait à HP de développer ou vendre un produit concurrent à l'iPod jusqu'en août 2006. HP a continué à pré-installer iTunes sur ses ordinateurs familiaux jusqu'au 6 janvier 2006, quand HP a annoncé un partenariat avec RealNetworks pour installer Rhapsody sur les appareils de marque HP et Compaq sous la marque HP. Cependant, HP a brièvement vendu le baladeur Zune de Microsoft comme un accessoire sur ses sites internet.